# Вест Монро (Луизијана)
Вест Монро (енгл. West Monroe) град је у америчкој савезној држави Луизијана.

## Демографија
По попису из 2010. године број становника је 13.065, што је 185 (-1,4%) становника мање него 2000. године.
| Група             | 2000.         | 2010.         |
| Белци             | 9.752 (73,6%) | 7.908 (60,5%) |
| Афроамериканци    | 3.108 (23,5%) | 4.386 (33,6%) |
| Азијати           | 40 (0,3%)     | 105 (0,8%)    |
| Хиспаноамериканци | 196 (1,5%)    | 457 (3,5%)    |
| Укупно            | 13.250        | 13.065        |